# Prelatura territoriale di Corocoro
La prelatura territoriale di Corocoro (in latino Praelatura Territorialis Corocorensis) è una sede della Chiesa cattolica in Bolivia suffraganea dell'arcidiocesi di La Paz. Nel 2023 contava 228.000 battezzati su 249.000 abitanti. È retta dal vescovo Pascual Limachi Ortiz.

## Territorio
La prelatura territoriale comprende le seguenti province del dipartimento boliviano di La Paz: Aroma, Loayza, Pacajes, Inquisivi, Gualberto Villarroel e José Manuel Pando.
Sede prelatizia è la città di Corocoro, dove si trova la cattedrale di Nostra Signora dell'Assunzione.
Il territorio è suddiviso in 28 parrocchie.

## Storia
La prelatura territoriale è stata eretta il 25 dicembre 1949 con la bolla Quod christianae plebis di papa Pio XII, ricavandone il territorio dall'arcidiocesi di La Paz.

## Cronotassi dei vescovi
Si omettono i periodi di sede vacante non superiori ai 2 anni o non storicamente accertati.
- Ubaldo Evaristo Cibrián Fernández, C.P. † (7 marzo 1953 - 14 aprile 1965 deceduto)
- Jesús Agustín López de Lama, C.P. † (10 giugno 1966 - 5 settembre 1991 dimesso)
- Toribio Ticona Porco (4 giugno 1992 - 29 giugno 2012 ritirato)
- Percy Lorenzo Galván Flores (2 febbraio 2013 - 23 maggio 2020 nominato arcivescovo di La Paz)
- Pascual Limachi Ortiz, dal 10 febbraio 2021

## Statistiche
La prelatura territoriale nel 2023 su una popolazione di 249.000 persone contava 228.000 battezzati, corrispondenti al 91,6% del totale.
| anno | popolazione | popolazione | popolazione | presbiteri | presbiteri | presbiteri | presbiteri                | diaconi | religiosi | religiosi | parrocchie |
| anno | battezzati  | totale      | %           | numero     | secolari   | regolari   | battezzati per presbitero | diaconi | uomini    | donne     | parrocchie |
| ---- | ----------- | ----------- | ----------- | ---------- | ---------- | ---------- | ------------------------- | ------- | --------- | --------- | ---------- |
| 1966 | ?           | 45.000      | ?           | 16         | 6          | 10         | ?                         |         | 12        | 10        | 27         |
| 1970 | 257.726     | 303.208     | 85,0        | 23         | 9          | 14         | 11.205                    |         | 17        | 18        | 29         |
| 1976 | 272.887     | 303.208     | 90,0        | 16         | 6          | 10         | 17.055                    |         | 10        | 20        | 28         |
| 1977 | 240.300     | 267.079     | 90,0        | 20         | 7          | 13         | 12.015                    |         | 13        | 28        | 28         |
| 1990 | 304.000     | 336.000     | 90,5        | 13         | 2          | 11         | 23.384                    | 1       | 13        | 16        | 28         |
| 1999 | 200.000     | 255.459     | 78,3        | 18         | 8          | 10         | 11.111                    | 2       | 10        | 19        | 28         |
| 2000 | 210.000     | 265.560     | 79,1        | 18         | 10         | 8          | 11.666                    | 2       | 23        |           | 28         |
| 2001 | 190.000     | 226.000     | 84,1        | 18         | 10         | 8          | 10.555                    | 2       | 8         | 15        | 28         |
| 2002 | 205.345     | 234.938     | 87,4        | 19         | 11         | 8          | 10.807                    | 2       | 8         | 19        | 28         |
| 2003 | 199.569     | 210.894     | 94,6        | 17         | 11         | 6          | 11.739                    | 2       | 7         | 20        | 28         |
| 2004 | 190.430     | 210.894     | 90,3        | 16         | 10         | 6          | 11.901                    | 2       | 7         | 19        | 28         |
| 2013 | 222.000     | 253.300     | 87,6        | 18         | 15         | 3          | 12.333                    | 2       | 5         | 2         | 26         |
| 2016 | 210.306     | 235.500     | 89,3        | 20         | 20         |            | 10.515                    | 1       |           | 3         | 38         |
| 2019 | 216.243     | 234.800     | 92,1        | 22         | 22         |            | 9.829                     | 2       |           | 3         | 28         |
| 2021 | 222.214     | 241.840     | 91,9        | 20         | 20         |            | 11.110                    | 2       |           | 3         | 28         |
| 2023 | 228.000     | 249.000     | 91,6        | 20         | 20         |            | 11.400                    | 2       |           | 3         | 28         |